# 月下美人 (漫画)
『月下美人』（ムーンライトシンデレラ）は、ひうらさとるによる日本の漫画作品。
『なかよし』（講談社）で連載された。単行本は同社の講談社コミックスなかよしより全3巻。2003年には講談社漫画文庫からも全2巻が刊行。また、1990年には芳村杏により小説化され、 『ムーンライトシンデレラ 月下美人』のタイトルで講談社X文庫なかよしから全1巻が刊行された。

## 書誌情報
- ひうらさとる 『月下美人』 講談社〈講談社コミックスなかよし〉、全3巻
  1. 1990年5月9日第1刷発行、ISBN 4-06-178660-1
  2. 1990年8月6日第1刷発行、ISBN 4-06-178668-7
  3. 1991年2月6日第1刷発行、ISBN 4-06-178680-6
- ひうらさとる 『月下美人』 講談社〈講談社漫画文庫〉、全2巻
  1. 2003年11月12日第1刷発行、ISBN 4-06-360655-4
  2. 2003年11月12日第1刷発行、ISBN 4-06-360656-2